# Постдраматический театр
«Постдраматический театр» (нем. «Postdramatisches Theater») — книга известного немецкого театроведа Ханс-Тиса Лемана, опубликованная в 1999 году и представившая собой попытку эксплицировать эстетическую логику «современного» европейского театра, ведущего отсчёт с конца 70-х годов XX века.

## Концепция
Согласно Леману, одна из основных примет «постдраматического» театра — его эмансипация от драматического текста. Драма продолжает существовать, но как ослабленная, устаревшая структура в рамках новой театральной концепции. Современный спектакль, заметил исследователь в конце XX века, перестаёт быть иллюстрацией драмы, отказывается от принципов фигуративности и нарративности. «Постдраматический театр», представляя книгу немецкого коллеги, отмечает отечественный театровед, — «порывает с мимесисом подобно тому, как порывает с ним живопись Джексона Поллока, Барнетта Ньюмена или Сая Твомбли и «становится местом встречи разных искусств».
Постдраматический театр многолик. Его границы открыты для перформативных форм музыкального и мимического театра, современного танца, театра телесности и театра кукол, цирка. «Современный театр» использует мультимедийные технологии и всё активнее проникает на территорию «современного искусства». Такое многообразие форм не позволяет выделить единый стилистический стержень. Современный театр движется в разные стороны, и в этом одна из сущностных его черт.

## Публикация в России
Издание монографии Ханса‐Тиса Лемана «Постдраматический театр» в русском переводе Наталии Исаевой осуществлено в 2013 году Фондом развития искусства драматического театра режиссёра и педагога Анатолия Васильева.